# Pemans
Els pemans (llatí Paemani o Faemani) foren un poble dels belgae instal·lat al Massís de les Ardenes al segle i aC, possiblement a l'actual regió valona de la Famenne, que encara recolliria el seu nom. Els esmenta Juli Cèsar a De Bello Gallico. A partir de les informacions rebudes dels rems, aliats de Cèsar, aquest va incloure els pemans dins els Germani Cisrhenani, juntament amb els condruses, eburons i ceresos. Els pemans sumaven uns quaranta mil homes.

## Etimologia
Bernard Sergent distingeix dins els belgae grups celtes, grups germànics celtitzats i uns altres que atribueix al « bloc del nord-oest » teoritzat per Kuhn. S'observa certament la conservació dins alguns mots de la zona atribuïda a aquest darrer grup d'una [p] indoeuropea, mentre que el so ha emmudit a les llengües cèltiques i ha passat a [f] en protogermànic (primera mutació consonàntica). Alguns etnònims semblen haver conservar aquesta [p], com el propi Paemani (possible parent del grec ποιμήν poimên « pastor d'ovelles »).